# Mesostenus sicarius
Mesostenus sicarius är en stekelart som beskrevs av Henry Keith Townes, Jr. 1962. Mesostenus sicarius ingår i släktet Mesostenus och familjen brokparasitsteklar. Inga underarter finns listade i Catalogue of Life.